# Atractodes remotus
Atractodes remotus är en stekelart som beskrevs av Jussila 1979. Atractodes remotus ingår i släktet Atractodes och familjen brokparasitsteklar. Arten är reproducerande i Sverige. Inga underarter finns listade.